# Ambrotypie

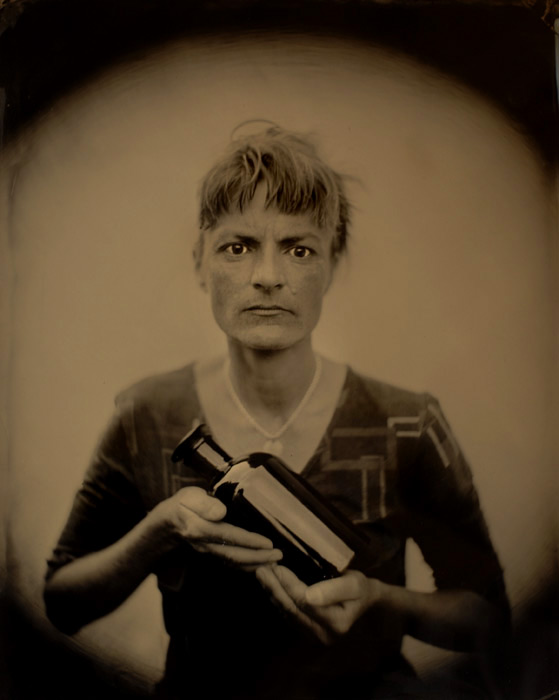
"Erika", 2007, ambrotypie 8"x10" na černém skle

Ambrotypie (koloidní pozitiv nebo melanotypie, z řeckého ambrosios – nesmrtelný, neměnný) je historický fotografický proces, který vynalezl Frederick Scott Archer a amatérský fotograf a právník Peter Fry. Objevuje se i pojmenování amphitypie (z řec. amfi – obojí, ve smyslu obrazy, jak pozitiv, tak i negativ). V českém prostředí se objevoval okolo roku 1853 také nesprávný název vitrotypie podle německého Glasbilder. Ambrotypie patří do kategorie přímých pozitivních procesů.

## Princip
Podstatou ambrotypie je skutečnost, že jodo- a bromostříbrné soli v podexponovaném bělavém negativu na skle odráží světlo. Obraz se proto podložený tmavým podkladem (manganovým tmavým sklem, sametem nebo lakem) jeví jako pozitiv. Jedná se o unikát. Tato metoda byla velice populární a používala se přes dvacet let v období 1852–1890, stejně jako mokrý kolodiový proces. Výsledek ambrotypie se podobal daguerrotypii, obraz však vznikal na zcela odlišném principu, který umožňoval pozorovat obraz v libovolném úhlu, a byl především výrazně levnější a rychlejší.

## Ukázky fotografií

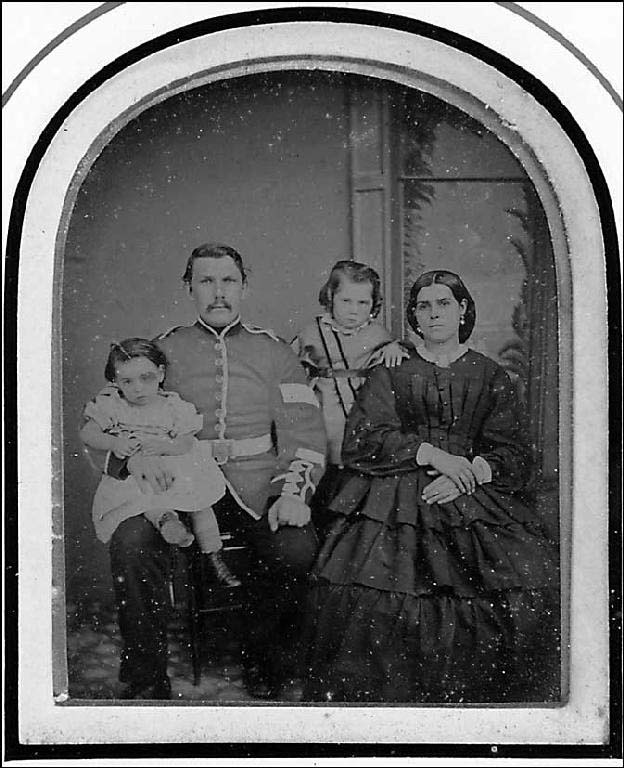
Portrét rodiny strážmistra (Frederick Scott Archer ?)
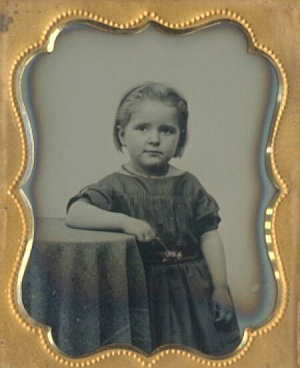
Neznámý autor, cca 1860
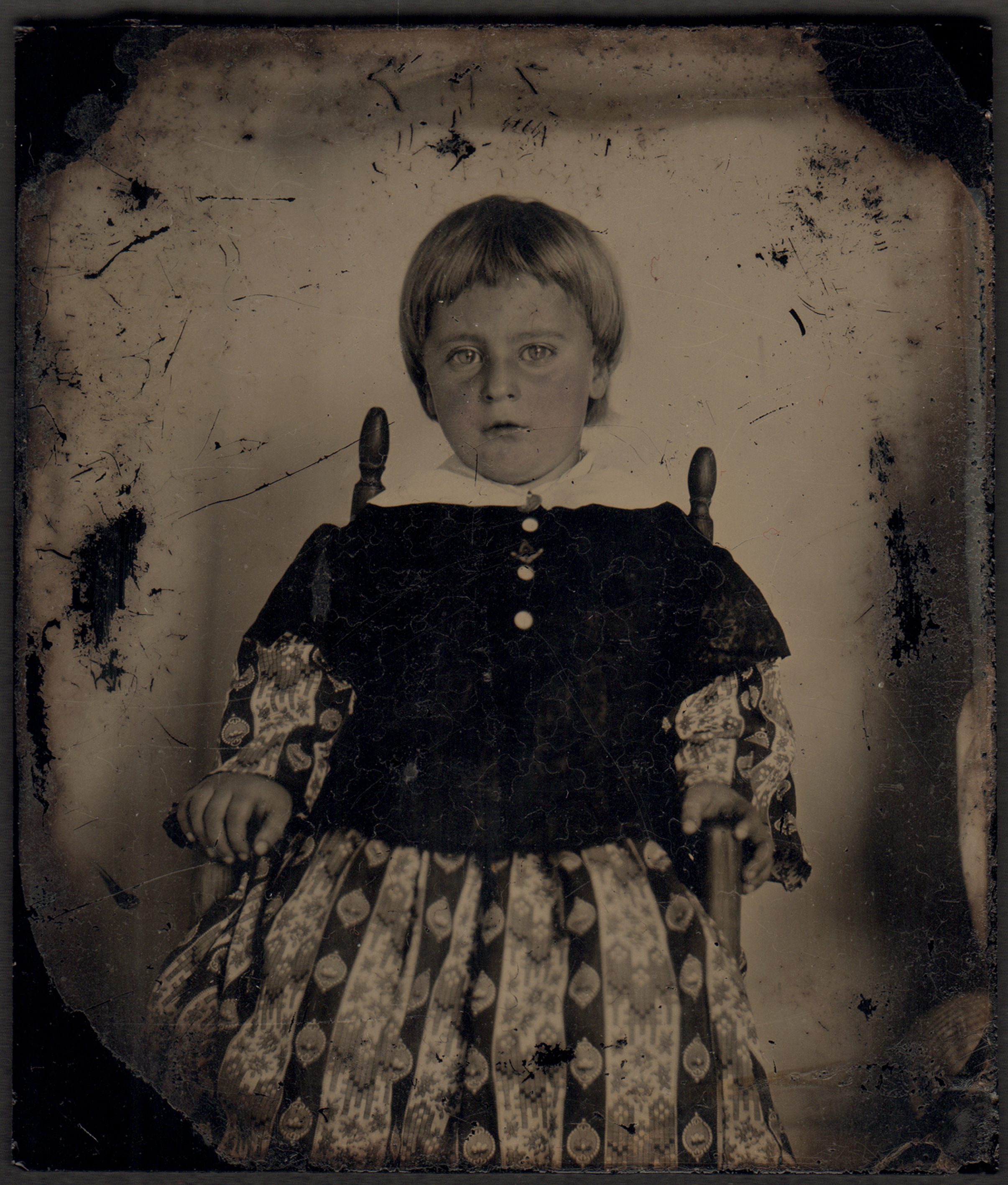
Blonďatý chlapec, cca 1850
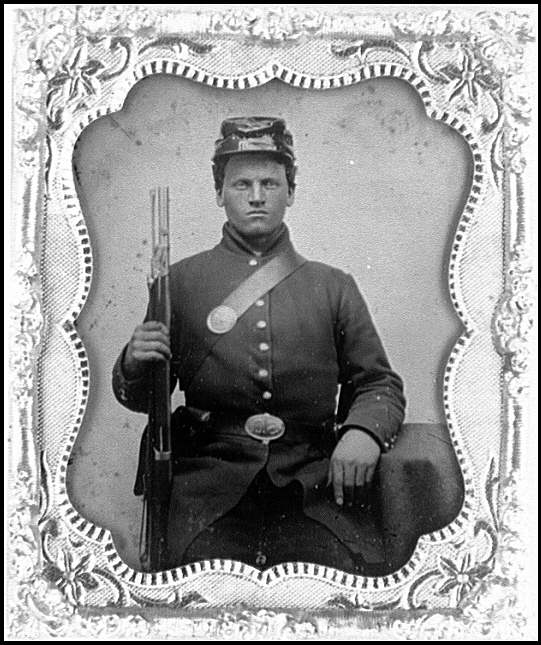
Voják z občanské války (mezi 1860 a 1865)
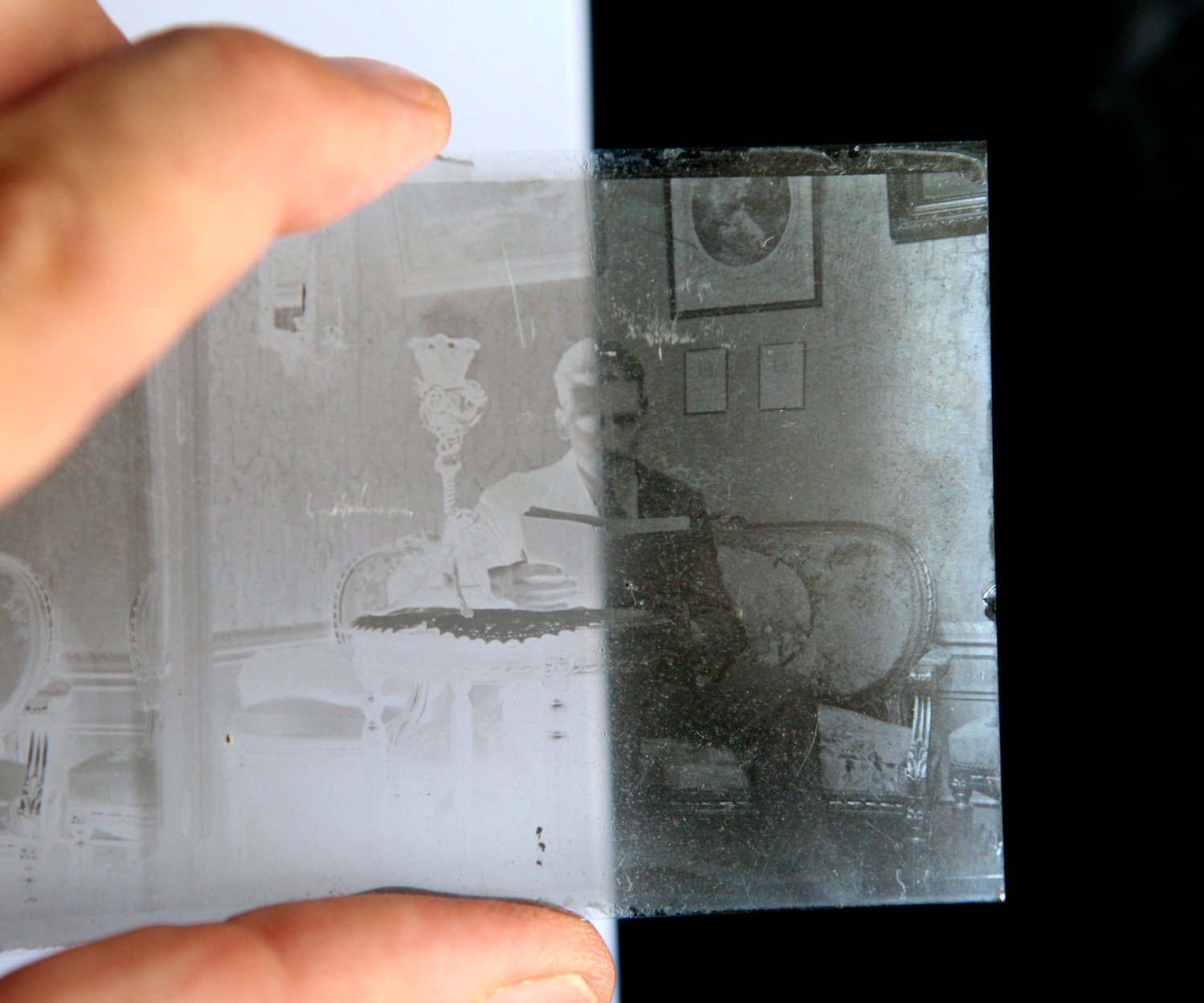
Ukázka, jak se na černém pozadí slabý negativ objeví jako pozitiv